# أرنولف الثاني، كونت فلاندرز
أرنولف الثاني (960 أو 962 - 30 مارس 987)؛ كان كونت فلاندرز من 965 حتى وفاته.

## حياته
هو ابن بالدوين الثالث، كونت فلاندرز وماتيلد بيلونغ من ساكسونيا ابنة هيرمان، دوق ساكسونيا، والده توفي في 962 وهو لا يزال رضيعاً، وأيضا لا يزال جده أرنولف الأول حياً، وبعد وفاة جده بعد ثلاثة سنوات، تولى أرنولف الثاني الحكم وهو لايزال صغيراً وبذلك كان تحت الوصاية حتى عام 976، ومع بلوغه فقدت فلاندرز أغلب أراضيه في الجنوب التي اكتسبها جده أرنولف الأول، وقد اعطى جده أجزاء من بيكاردي لـ لوثير ملك فرنسا لضمان الخلافة لحفيده، وأيضا اعطى بولوني إلى قريب آخر كـ إقطاعية، في وقت مبكر خلال الوصاية عليه أخذ لوثر بونثيو وأعطاه إلى أوغو كابيه، وأيضا أوائل كونتات جوينيس بدأت تأسس، توفي أرنولف في 30 مارس 987 عمره ستة والعشرين، وبعد فترة قصيرة من وفاته زوجته روزالا من لومبارديا أصبحت الزوجة الأولى لـ روبرت الثاني ملك فرنسا.

## الأبناء
في 976 تزوج أرنولف الثاني من روزالا من لومبارديا أبنة برنغار الثاني ملك إيطاليا من سلالة إيفريا؛ وكان لديهم أبنين:-
- بالدوين الرابع، كونت فلاندرز (1035-980)؛[5] هو والد بالدوين الخامس، كونت فلاندرز.
- ماتيلدا؛ توفيت قبل عام 995.[2]